# 公园街道 (柳州市)
公园街道，是中华人民共和国广西壮族自治区柳州市城中区下辖的一个乡镇级行政单位。

## 行政区划
公园街道下辖以下地区：
弯塘社区、柳侯社区、罗池社区和东台社区。